# Christina Lagerwall
Christina Lagerwall, senare Haarlem, född 8 april 1939 i Göteborg, är en svensk fäktare. Hon tävlade för Göteborgs FK. 
Lagerwall tävlade i florett för Sverige vid olympiska sommarspelen 1960 i Rom. Hennes bror, Hans Lagerwall, tävlade också i samma OS. 
Lagerwall tog SM-guld i florett sex gånger: 1956, 1957, 1958, 1959, 1960, 1961. Hon tog även SM-guld i lagflorett för Göteborgs FK åtta gånger: 1954, 1955, 1956, 1957, 1958, 1959, 1960 och 1963.